# Orlja Glava
Orlja Glava (cyr. Орља Глава) – wieś w Serbii, w okręgu raskim, w mieście Kraljevo. W 2011 roku liczyła 70 mieszkańców.